# Blakea mexiae
Blakea mexiae är en tvåhjärtbladig växtart som beskrevs av Henry Allan Gleason. Blakea mexiae ingår i släktet Blakea och familjen Melastomataceae. Inga underarter finns listade i Catalogue of Life.